# دانوش شاهوردیان
دانیل (دانوش) آلکساندری شاهوردیان (ارمنی: Դանիել (Դանուշ) Ալեքսանդրի Շահվեդյան زاده ۱۱ ژانویهٔ ۱۸۸۲ - درگذشته ۲۴ اکتبر ۱۹۴۱) انقلابی و سیاستمدار اهل ارمنستان بود که از تاریخ ۲۳ سپتامبر ۱۹۲۲ تا تاریخ ۱۹ نوامبر ۱۹۲۳ سمت‌های وزارت دادگستری ارمنستان و دادستان کل ارمنستان را برعهده داشت.

## زندگی‌نامه
وی در ۱۱ ژانویهٔ ۱۸۸۲ در آیگهات به دنیا آمد و از دانشگاه دولتی سنت پترزبورگ فارغ‌التحصیل گشت.  وی در ۲۴ اکتبر ۱۹۴۱ در سن ۵۹ سالگی درگذشت.